# Scott Bakula
Scott Bakula   (Saint Louis, 9 d'octubre de 1954) és un actor estatunidenc de cinema i televisió. És conegut sobretot pel seu paper protagonista en 2 sèries de ficció per a la televisió: Quantum Leap i Star Trek: Enterprise per les quals és considerat un actor de culte en papers de ciència-ficció. També va ser co-protagonista en una curta sèrie de televisió anomenada Mr. & Mrs. Smith (CBS, 1996, no té relació amb la pel·lícula de cinema de 2005) i va tenir un paper recurrent en les sèries Murphy Brown, Designing Women, The New Adventures of The Old Christine o Roseanne.
També ha participat en pel·lícules com American Beauty, Mercy Mission, roughness necessary, Lluminàries, entre d'altres.
Va estrenar-se com a actor el 1976 amb l'obra de teatre "Romance, Romance". També en teatre amateur personificar a "Don Quixot" a "L'Home de la Manxa".

## Filmografia
- I-Man (1986)
- My Sister Sam (1 capítol, 1986)
- Designing Women (1986-1988)
- Matlock (2 capítols, 1987)
- Eisenhower and Lutz (1988)
- Quantum Leap (1989-1993)
- Necessary Roughness (1991)
- Mercy Mission: The Rescue of Flight 771 (1993)
- El color de la nit (Color of Night) (1994)
- Murphy Brown (14 capítols 1994-1996)
- The Invaders (1995)
- La meva família (My Family) (1995)
- El senyor de les il·lusions (Lord of Illusions) (1995)
- The Bachelor's Baby (1996)
- Mr. & Mrs. Smith (1996)
- Cats Don't Dance (1997)
- Major League: Back to the Minors (1998)
- NetForce (1999)
- American Beauty (1999)
- Above Suspicion (2000)
- Life as a House (2001)
- What Girls Learn (2001)
- Star Trek: Enterprise (2001-2005)
- Papa's Angels (2003)
- The New Adventures of Old Christine (2 capítols, 2006)
- Blue Smoke (2007)
- American Body Shop (1 capítol, 2007)
- Boston Legal (1 episodi, 2008)
- Tracey Ullman's State of the Union (5 capítols, 2008)
- Chuck (4 capítols, 2009)
- The Informant (2009)